# Сова ямайська
Сова ямайська (Asio grammicus) — вид птахів родини совових (Strigidae). Ендемік Ямайки. Осілий вид, населяє відкриті ліси, узлісся, іноді відкриті паркові зони; він також залітає в сади, де є дерева. Зустрічається переважно в прибережних і низинних районах, рідше в горах.

## Опис
Ямайські сови досягають довжини тіла від 28 до 35 см. Їхня голова та маленькі пір'ясті вуха від жовтуватого до світло-коричневого; великі очі жовті, червонуваті або темно-карі. Нижня сторона від жовтого до золотисто-жовтого, тоді як спина та основа крил жовто-коричневі з темно-коричневими смугами. Крила у них темно-коричневі з чорними і жовтими смугами; гострі пазурі жовті.

## Спосіб життя
Як і більшість сов, ямайські сови полюють вночі. Основною їх здобиччю є дрібні ссавці, але вони також полюють на комах, ящірок, дрібних птахів і кажанів. Розмноження, ймовірно, відбувається з грудня по червень, гніздо розташоване в природній порожнині великого дерева або в розвилці дерева, прихованої серед рослинності; самиця відкладає 2 яйця. Висиджує яйця тільки самиця, а самець приносить їй їжу в цей період.